# Polyscias sandwicensis
Polyscias sandwicensis е вид растение от семейство Araliaceae. Видът е почти застрашен от изчезване.

## Разпространение
Разпространен е в САЩ.